# Злочиначки умови (8. сезона)
Злочиначки умови (engl. Criminal Minds) је америчка криминалистичка драмска телевизијска серија која прати рад Јединице за анализу понашања (ЈАП-а) (engl. Behavioral Analysis Unit - BAU) чије је седиште у Квантику у Вирџинији. Серија се разликује од других серија те врсте по томе што се више усредсређује на злочинца него на сам злочин. Серију је продуцирала продукција The Mark Gordon Company у сарадњи са телевизијским студијима CBS и ABC. Серија је првобитно названа Квантико, а пробна епизода је снимљена у Ванкуверу.

## Опис
Осма сезона серије Злочиначки умови је емитована на каналу CBS од 26. септембра 2012. до 22. маја 2013.
У Канади, осма сезона је емитована дан раније на CTV-у него на CBS-у у Сједињеним Државама.
Дана 15. фебруара 2012. године, Холивудски рок је објавио да ће Паџет Брустер (Емили Прентис) напустити серију након завршетка седме сезоне. Сви остали главни чланови глумачке поставе су осигурали уговоре за сезону. Дана 13. јуна 2012. године, CBS је објавио да ће се Џин Триплхорн придружити глумачкој постави серије.

## Улоге
- Џо Мантења кao Дејвид Роси
- Шемар Мур кao Дерек Морган
- Метју Греј Габлер кao Спенсер Рид
- А.Џ. Кук кao Џенифер Џаро
- Кирстен Вангснес кao Пенелопи Гарсија
- Џин Триплхорн као Алекс Блејк
- Томас Гибсон кao Арон Хочнер

## Епизоде
| Бр. еп. (укупно) | Бр. еп. (у сезони) | Наслов                  | Редитељ           | Сценариста                                         | Премијера           | Прод. код | Гледаност у САД-у (милиони) |
| --- | ------------------ | ----------------------- | ----------------- | -------------------------------------------------- | ------------------- | --------- | --------------------------- |
| 163 | 1                  | "Утишивач"              | Глен Кершо        | Ерика Месер                                        | 26. септембар 2012. | 801       | 11.73                       |
| Када је затвореник из тексашког затвора побегао током рутинског премештаја, а потом пронађен је чувар са зашивеним устима, ЈАП сарађује са Савезним шерифима како би утврдио да ли се поново појавио серијски убица познат као „Утишивач“. У међувремену, екипа дочекује своју најновију чланицу, стручњакињу за лингвистику Алекс Блејк.                              |                    |                         |                   |                                                    |                     |           |                             |
| 164 | 2                  | "Пакт"                  | Карен Гавиола     | Џенин Шерман Бароа                                 | 10. октобар 2012.   | 802       | 11.49                       |
| Када су два наизглед неповезана убиства – једно у Сан Дијегу у Калифорнији и једно у Лос Анђелесу у Калифорнији – почињена у року од неколико сати, ЈАП сумња да две убице раде заједно како би се осветили злочинцима које је правосудни систем ослободио. У међувремену, Роси смишља јединствен начин да проведе своје акумулиране дане одмора.                      |                    |                         |                   |                                                    |                     |           |                             |
| 165 | 3                  | "Кроз огледало"         | Дермот Даунс      | Шерон Ли Вотсон                                    | 17. октобар 2012.   | 803       | 11.81                       |
| Када су три члана породице из Канзасграда у Канзасу пронађена мртва у очигледном убиству и самоубиству, а затим је пријављен нестанак друге породице, ЈАП креће у проналажење починиоца успостављајући везу између ова два случаја. У међувремену, Хоч добија изненађујуће вести које прете да тестирају његов однос са Бет.                                           |                    |                         |                   |                                                    |                     |           |                             |
| 166 | 4                  | "Манија Бога"           | Лари Тенг         | Брин Фрејзер                                       | 24. октобар 2012.   | 804       | 11.61                       |
| Када је у Хуарезу у Мексику пронађен леш без ногу, а особа која му је ампутирала невољно доспела на посао појави се у мотелу у Албукеркију у Новом Мексику, ЈАП креће да истражи профил хирурга почетника коме је самољубље ударило у главу. У међувремену, Ридови тајни телефонски разговори са тајанственом женом остављају остатак екипе заинтригираним.            |                    |                         |                   |                                                    |                     |           |                             |
| 167 | 5                  | "Добра Земља"           | Џон Терлески      | Брус Зимерман                                      | 31. октобар 2012.   | 805       | 11.99                       |
| Када су четворица мушкараца из Ла Грандеа у Орегону нестала, а локва повраћања пронађена на месту злочина открила да је последња жртва имала повишен ниво мелатонина у свом систему, ЈАП покушава да пронађе заједничку везу међу жртвама. У међувремену, Џеј-Џеј се брине пошто је сазнала да Хенри наваљује да не слави Ноћ вештица.                                 |                    |                         |                   |                                                    |                     |           |                             |
| 168 | 6                  | "Занат"                 | Роб Бејли         | Вирџил Вилијамс                                    | 7. новембар 2012.   | 806       | 12.09                       |
| Када је проститутка из Мајамија на Флориди убијена на начин сличан низу недавних убистава животиња, ЈАП креће да истражи профил убице у успону са старијим саучесником. У међувремену, Морган покушава да убеди Рида да се придружи софтбол екипи Бироа, а Хоч добија узнемирујући телефонски позив.                                                                   |                    |                         |                   |                                                    |                     |           |                             |
| 169 | 7                  | "Пали"                  | Даг Арниокоски    | Синопсис: Рик Данкл Сценарио: Рик Данкл и Дени Рам | 14. новембар 2012.  | 807       | 12.20                       |
| ЈАП се враћа у Калифорнију како би пронашла убицу опредељеног на задатак пошто су три бескућника отета, спаљена до непрепознатљивости и пронађена у близини пристаништа Санта Моника. У међувремену, Роси се присећа својих дана у морнарици када се борио у Вијетнаму када је срео свог бившег наредника.                                                             |                    |                         |                   |                                                    |                     |           |                             |
| 170 | 8                  | "Точкови аутобуса..."   | Роб Харди         | Кимберли Ен Харисон                                | 21. новембар 2012.  | 808       | 11.53                       |
| Када је школски аутобус који превози двадесет четири средњошколца нестао изван Вашингтона, ЈАП жонглира трагањем за отмичарима, профилисањем отмичара и идентификовањем изопаченог мотива који стоји иза овог дрског злочина. |                    |                         |                   |                                                    |                     |           |                             |
| 171 | 9                  | "Невероватно светло"    | Џон Т. Кречмер    | Шерон Ли Вотсон                                    | 28. новембар 2012.  | 809       | 12.37                       |
| Када је двоје становника Сијетла у Вашингтону избодено ножем у својим домовима, а главни осумњичени нетрагом нестао, ЈАП покушава да успостави везу између ова два догађаја. У међувремену, Гарсија постаје забринута пошто је Морган одбио да присуствује скупу у британском посланству.                                                                              |                    |                         |                   |                                                    |                     |           |                             |
| 172 | 10                 | "Лекција"               | Метју Греј Габлер | Џенин Шерман Бароа                                 | 5. децембар 2012.   | 810       | 11.33                       |
| Када су тела двојице мушкараца из Винсла у Аризони пронађена у кутијама налик ковчезима са израженим променама у изгледу, ЈАП креће у проналажење убице типа „сакупљача“ са необичном опседнутошћу. У међувремену, Рид постаје све тескобнији пошто је Мив предложила састанак лицем у лице.                                                                           |                    |                         |                   |                                                    |                     |           |                             |
| 173 | 11                 | "Вишегодишње"           | Мајкл Ленг        | Брус Зимерман                                      | 12. децембар 2012.  | 811       | 12.01                       |
| Када су две жртве у две одвојене јужне државе побијене длетом у потиљку, ЈАП покреће јаку потрагу за убицом чији се потпис подудара са потписом убице од пре тридесет година. У међувремену, Хоч говори остатку екипе да неко намерно опонаша злочине које су недавно решили.                                                                                          |                    |                         |                   |                                                    |                     |           |                             |
| 174 | 12                 | "Цугцванг (1. део)"     | Џеси Ворн         | Брин Фрејзер                                       | 16. јануар 2013.    | 812       | 12.64                       |
| Када је Рид сазна да је Мив нестала и добио криптичну поруку која га наводи на закључак да ју је отео њен прогонитељ, он тражи помоћ од екипе да је пронађу. Јединица жонглира између профилисања отмичара, праћења и отмичара и Мејв и спречавања да један од њихових доживи нервни слом.                                                                             |                    |                         |                   |                                                    |                     |           |                             |
| 175 | 13                 | "Магнум опус"           | Глен Кершо        | Џејсон Џ. Бернеро                                  | 23. јануар 2013.    | 813       | 11.84                       |
| Док се Рид повлачи у изолацију након Мивине смрти, преостали чланови ЈАП-а враћају се у Калифорнију и крећу у идентификацију серијског убице из Сан Франциска који цеди крв својих жртава пре него што остави њихова тела на одабраним местима широм Мишона. |                    |                         |                   |                                                    |                     |           |                             |
| 176 | 14                 | "Све што остаје"        | Tомас Гибсон      | Ерика Месер                                        | 6. фебруар 2013.    | 815       | 11.98                       |
| Када су две сестре из Салисберија у Мериленду пријављене као нестале на годишњицу тајанственог нестанка своје мајке, ЈАП креће да утврди где су и да ли је њихов отац осумњичен за оба злочина. |                    |                         |                   |                                                    |                     |           |                             |
| 177 | 15                 | "Сломљено"              | Лари Тенг         | Рик Данкл                                          | 20. фебруар 2013.   | 814       | 10.69                       |
| Када су тројица цивила из Остина у Тексасу зверски претучени до смрти, а потом пронађени са сатовима подешеним на одређено време, ЈАП покушава да направи профил убице који пати од тешке кризе идентитета. |                    |                         |                   |                                                    |                     |           |                             |
| 178 | 16                 | "Копирани угљеник"      | Роб Харди         | Вирџил Вилијамс                                    | 27. фебруар 2013.   | 816       | 10.33                       |
| Када су две медицинске сестре из Филаделфије у Пенсилванији пронађене искрвавене са одстрањеним капцима, ЈАП сумња да је злочине починио „Репликатор“ и креће да га спречи да поново нападне. У међувремену, Блејкова се бори са својим личним утварама пошто је сазнала да Страусова жели да се искупи за своје прошле поступке.                                      |                    |                         |                   |                                                    |                     |           |                             |
| 179 | 17                 | "Окупљање"              | Мајкл Ленг        | Кимберли Ен Харисон                                | 20. март 2013.      | 817       | 11.58                       |
| Пошто је случај Репликатор проглашен неактивним, ЈАП креће у проналажење серијског убице који циља жене из Сент Пола у Минесоти које документују своје личне животе и унутрашње маштарије на друштвеним мрежама. У међувремену, Гарсија сумња да је Кевин љубоморан на њену нову љубав пошто их је упознала.                                                           |                    |                         |                   |                                                    |                     |           |                             |
| 180 | 18                 | "Рестаурација"          | Феликс Алкала     | Џим Клементе и Џенин Шерман Бароа                  | 3. април 2013.      | 818       | 10.79                       |
| Када су четворица мушкараца из Чикага у Илиноису претучени на смрт и пронађени са панталонама спуштеним до ногавица, ЈАП покушава да идентификује низ убица који своје жртве види као злостављаче деце. У међувремену, Морган се лично укључује у случај пошто га је велико откриће приморало да се суочи са својим злостављачем из детињства.                         |                    |                         |                   |                                                    |                     |           |                             |
| 181 | 19                 | "Платити унапред"       | Џон Терлески      | Брус Зимерман                                      | 10. април 2013.     | 819       | 11.47                       |
| Када је пронађено обезглављено тело заменика шерифа Колорада у пензији неколико сати пошто је одсечена глава откривена на отварању двадесет пет година старе временске капсуле, ЈАП жонглира између зарађивања у личне животе жртава и профилисања све већег осветника који своје жртве доживљава као лицемере.                                                        |                    |                         |                   |                                                    |                     |           |                             |
| 182 | 20                 | "Алхемија"              | Метју Греј Габлер | Шерон Ли Вотсон                                    | 1. мај 2013.        | 820       | 10.13                       |
| Када су двојица мушкараца из Јужне Дакоте отрована, раскомадана и пронађена са обредним ознакама на телима, ЈАП жонглира између изградње профила и идентификовања мотива који стоји иза бизарних злочина. У међувремену, Рид сарађује са Росијем како би утврдио узрок својих недавних напада несанице.                                                                |                    |                         |                   |                                                    |                     |           |                             |
| 183 | 21                 | "Најдража дадиља"       | Даг Арниокоски    | Вирџли Вилијамс                                    | 8. мај 2013.        | 821       | 10.08                       |
| Када је калифорнијски серијски убица који сваке године истог дана отима дадиље и децу коју чувају напао раније него обично у Лос Анђелесу, ЈАП жонглира пратећи несталу дадиљу и дете и убеђујући јединог познатог преживелог да помогне у идентификацији убице. |                    |                         |                   |                                                    |                     |           |                             |
| 184 | 22                 | "#6"                    | Карен Гавиола     | Брин Фрејзер                                       | 15. мај 2013.       | 822       | 10.56                       |
| Када су два пара из Детроита у Мичигену пронађена мртва од вишеструких површинских убода ножем у стомак, ЈАП утврђује да убица тера своје жртве да смртно избоду једна другу како би задовољио изопачену потребу. У међувремену, Блејкова размишља о својој будућности са екипом пошто се њен муж Џејмс вратио из иностранства са можда животно променљивим предлогом. |                    |                         |                   |                                                    |                     |           |                             |
| 185 | 23                 | "Браћа Хочнер (2. део)" | Роб Бејли         | Рик Данкл                                          | 22. мај 2013.       | 823       | 11.01                       |
| Када је Хоч примио телефонски позив од свог брата Шона док је био на одмору у Њујорку, а неколико цивила пронађено мртво од очигледног превелике количине екстазија, ЈАП покушава да направи профил социопатског убице који покушава да да изјаву. У међувремену, Хоч се бори да се не уплете емоционално у случај.                                                    |                    |                         |                   |                                                    |                     |           |                             |
| 186 | 24                 | "Репликатор (3. део)"   | Глен Кершо        | Ерика Месер                                        | 22. мај 2013.       | 824       | 11.01                       |
| Када је „Репликатор“ хаковао Гарсијин рачунарски систем, провалио у Страусину хотелску собу и приморао је да пије вино са екстазијем, а Хочу остави провокативну поруку, екипа жонглира између оплакивања губитка једног свог и идентификовања мотива који стоји иза изопаченог похода прогонитеља који је постао серијски убица.                                      |                    |                         |                   |                                                    |                     |           |                             |